# Chlorocoma clopia
Chlorocoma clopia là một loài bướm đêm trong họ Geometridae.